# Thanatephorus repetosporus
Thanatephorus repetosporus é uma espécie de fungo pertencente à família Ceratobasidiaceae.